# Casablanca, Casablanca
Casablanca, Casablanca è un film del 1985 diretto da Francesco Nuti.
Il film, sequel di Io, Chiara e lo Scuro diretto da Maurizio Ponzi (nel quale Nuti aveva partecipato in veste di co-sceneggiatore ed interprete protagonista), ha una cornice legata al gioco del biliardo all'italiana, e rappresenta l'esordio alla regia di Nuti.
Nel titolo, così come nella sceneggiatura e nelle immagini, è evidente il riferimento al film cult del 1942 Casablanca.

## Trama
Firenze. Francesco, innamoratosi della musicista Chiara, abbandona il biliardo per amore. Merlo, l'accompagnatore del campione di biliardo detto Lo Scuro, offre a Francesco la possibilità di partecipare al mondiale di biliardo a Casablanca, ma nonostante l'importanza del torneo Francesco tentenna.
L'uomo infatti sospetta che Chiara abbia un amante di nome Daniel: una volta che lei gli confessa il tradimento, caccia Chiara di casa e decide di riprendere a giocare.
Francesco parte dunque per Casablanca. Quando si è già qualificato per le semifinali, una sera incontra Chiara insieme a Daniel al Rick's Bar, un locale notturno. Lei gli confessa di aver mentito dicendo di aver avuto rapporti intimi con Daniel, e i due passano la notte insieme. La mattina seguente Francesco arriva in ritardo alla partita e viene quindi squalificato.
Lo Scuro, sebbene fosse il vicecampione e si fosse sempre vantato di essere il migliore, decide allora di cedergli il suo posto alla finalissima: una partita di Goriziana a 1 000 punti contro il grande Domingo Acànfora.
Dopo essere stato in svantaggio per quasi tutta la partita, Francesco esegue un'ottavina reale e vince partita e titolo mondiale, tra gli applausi del pubblico.
Il neo campione del mondo cerca di convincere Chiara a rimanere un'altra settimana a Casablanca, ma lei insiste ribadendo di dover partire alla volta de Il Cairo per precedenti impegni di lavoro, convincendolo a partire con lei.
Durante il tragitto lui le confida il desiderio di voler trascorrere il Natale insieme, ma Chiara si riserva di valutare la proposta, vista la fitta rete di impegni in agenda. 
Cercano il Rick's Bar per bere qualcosa nel posto dove si erano conosciuti ma non lo trovano, quindi vanno in aeroporto.
Francesco la accompagna quindi fino all'aeroporto, dove all'ultimo momento cambia idea dicendo che non la seguirà, per via dei troppi impegni, che sembrano smentire l'amore che lei afferma di provare per lui. Così torna in città e per caso trova proprio il Rick's Bar. Entra e viene accolto col “solito” e dalla musica.
Poco dopo arriva Chiara che ha deciso di non partire per rimanere con lui dimostrando il suo amore.

## Accoglienza
Il film si è classificato al 24º posto tra i primi 100 film di maggior incasso della stagione cinematografica italiana 1984-1985.

## Riconoscimenti
- David di Donatello 1985
  - miglior attore protagonista per Francesco Nuti
  - Candidatura miglior attrice protagonista per Giuliana De Sio
  - Candidatura miglior regista esordiente per Francesco Nuti